# Minutemen (milizia)

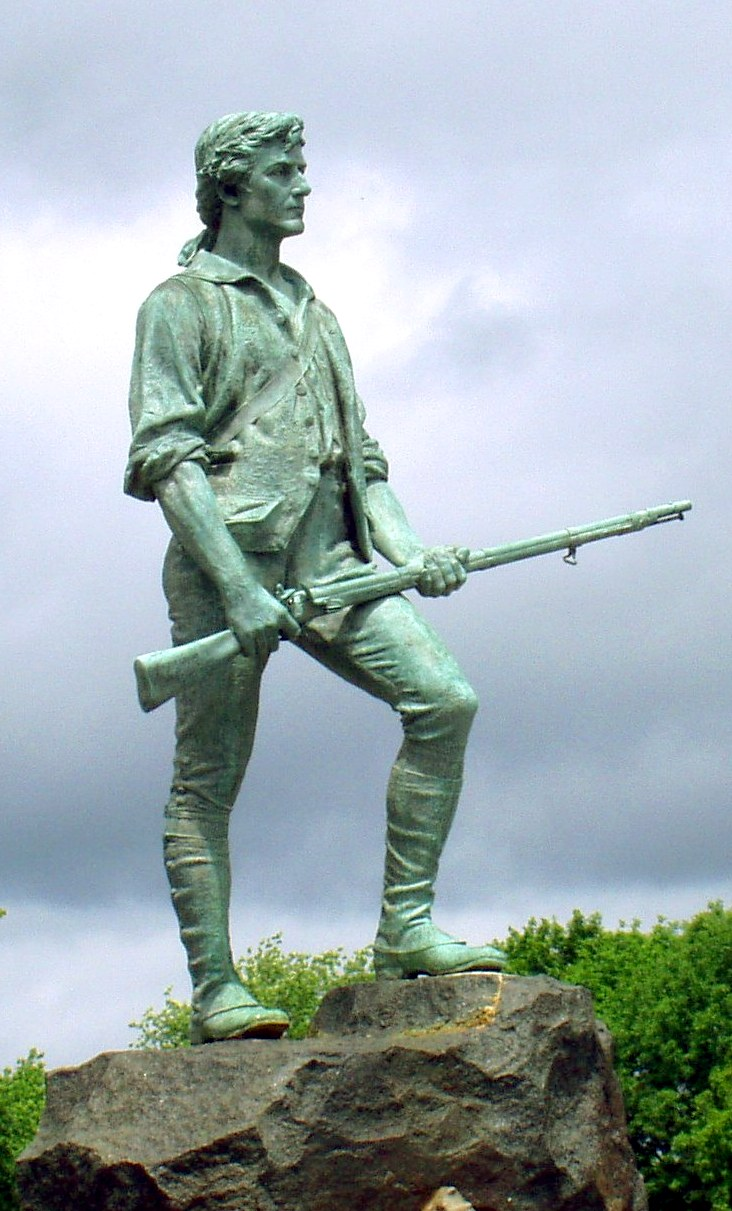
Il Lexington Minuteman che raffigura John Parker

Minutemen è il nome dato ai membri della milizia delle Colonie Americane, che dovevano essere pronti per la battaglia con un preavviso di un minuto.
Il termine minutemen è stato applicato anche a diverse altre successive unità militari statunitensi, per richiamare il successo e il patriottismo dei minutemen originali.

## Storia
Già nel 1645 nella Colonia della Baia di Massachusetts, alcuni uomini vennero selezionati dalle "bande di addestramento" con base nelle città, per essere pronti per un rapido dispiegamento. I minutemen venivano solitamente scelti tra i pochi colonizzatori originari di ogni città, ed era quindi molto comune combattere insieme a cugini e parenti acquisiti.
Alcune città del Massachusetts avevano una lunga storia nel designare una porzione della loro milizia come minutemen, ma altre preferivano tenere tutta la loro milizia come una singola unità. Dopo l'allarme della polvere da sparo nell'autunno del 1774, i capi del Patrioti dell'appena formato Congresso Provinciale del Massachusetts, raccomandavano che tutte le milizie contenessero delle minute companies — unità speciali all'interno del sistema delle milizie, i cui membri erano sottoposti a un addestramento aggiuntivo ed erano tenuti a essere pronti rapidamente ("con un minuto di preavviso") per le emergenze. Alcune città seguirono questo consiglio e alterarono la struttura delle loro unità, ma altre non intrapresero alcuna azione.
I minutemen avevano solitamente 25 anni o meno, ed erano scelti per il loro entusiasmo, affidabilità e forza. Erano le prime milizie armate ad arrivare o ad attendere la battaglia. Gli ufficiali venivano eletti per voto popolare, e ogni persona reclutata firmava un patto formale all'atto dell'arruolamento. Tipicamente si radunavano quattro volte all'anno per l'addestramento in tempo di pace. Era comune, talvolta anche nel mezzo della battaglia, che gli ufficiali prendessero decisioni tramite consultazione con i loro uomini, invece di dare ordini che dovevano essere seguiti senza discussioni.
I racconti popolari della Battaglia di Lexington e Concord del 1775, la prima battaglia della guerra d'indipendenza americana, hanno spesso etichettato tutti gli irregolari della parte americana come minutemen, soprattutto il capitano John Parker della Milizia di Lexington, ma all'epoca della battaglia, tutti i miliziani di Lexington erano organizzati in una singola grande unità e venivano ancora chiamati con il nome di town training band.
Altre colonie, davanti a problemi simili, avevano organizzato delle similari minute companies. Col passare del tempo, minutemen divenne un nome generico per qualsiasi milizia statunitense.

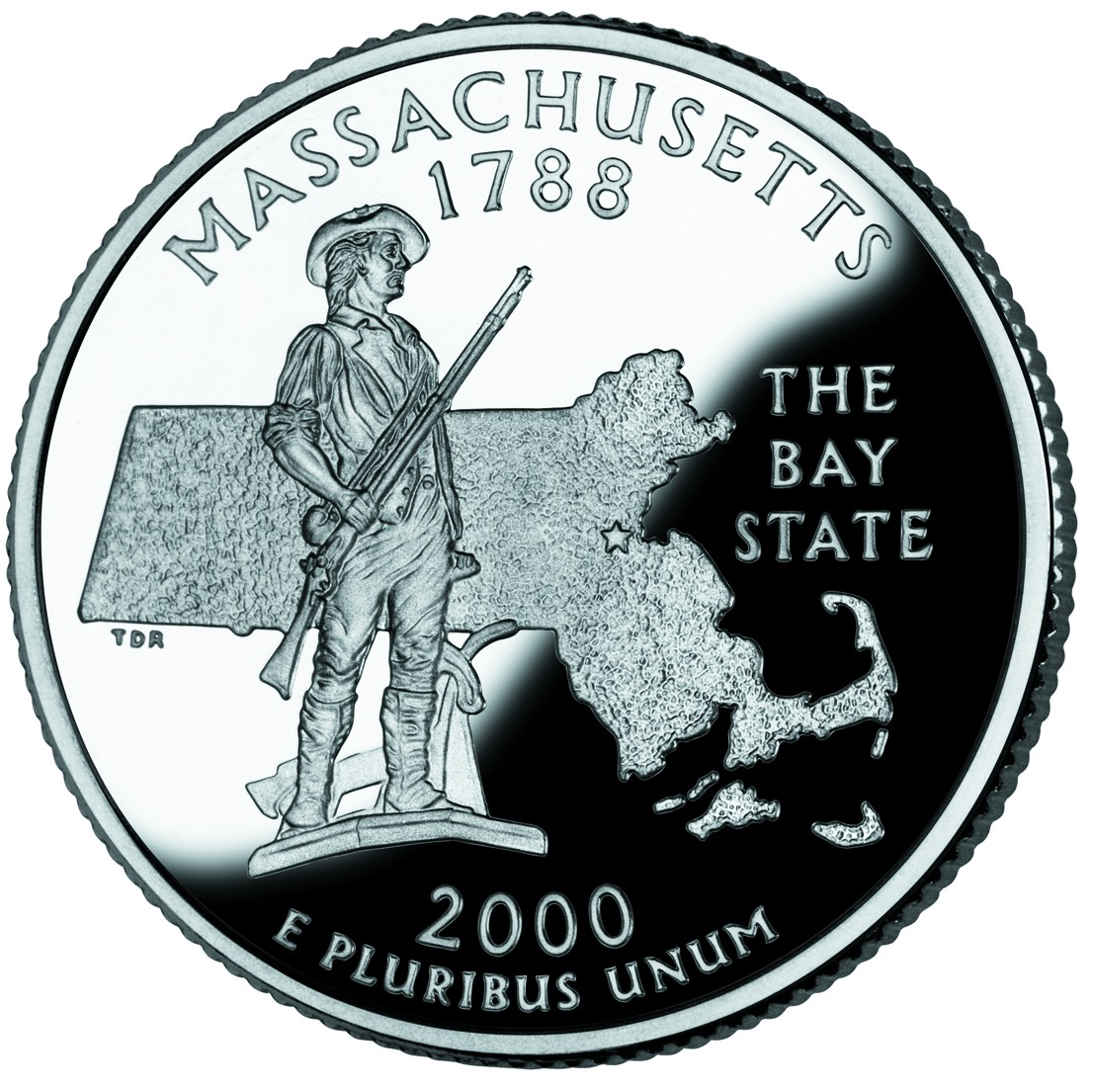
La statua di un minuteman raffigurata sul retro del quarto di dollaro dello stato del Massachusetts

## Motivazione
Il processo decisionale locale, sullo stile degli incontri cittadini del New England, in combinazione con la legislatura coloniale, fece sì che per tutte le funzioni di governo, questi uomini avessero già sperimentato generazioni di auto-governo. Anche se molti di loro non potevano esprimere sentimenti elevati circa i diritti dell'uomo e gli scopi del governo, essi sapevano che lo stesso Esercito britannico di soldati professionisti che un tempo aveva combattuto con loro contro un nemico comune, era ora nella loro terra per portargli via qualcosa di importante.
Un uomo del Massachusetts usò la frase "La casa di un inglese è il suo castello" quando spiegò ai suoi amici perché si era barricato dietro la sua porta di casa per combattere l'esercito britannico in movimento durante la fase finale della battaglia di Lexington e Concord. Il tipico patriota americano del Massachusetts combatteva per un'idea politica anche in questa fase della guerra, quando l'indipendenza dalla Gran Bretagna non era ancora un sentimento comune.

## Equipaggiamento, addestramento e tattiche
Gran parte delle unità della milizia coloniale non disponevano né di armi né di uniformi, e quindi dovevano equipaggiarsi da sé. Molti indossavano semplicemente i loro abiti da contadini o da lavoratori, mentre altri avevano abiti da caccia in pelle di cervo. Alcuni aggiunsero dei tocchi in stile pellerossa per intimidire il nemico, comprendenti anche le pitture di guerra. Molti usavano fucili da caccia, che non avevano la baionetta, ma erano precisi a lunga distanza.
I regolari dell'Esercito Continentale ricevettero un addestramento militare di tipo europeo, più avanti nel corso della guerra d'indipendenza, ma i miliziani non ebbero molto di ciò. Piuttosto che combattere battaglie tradizionali, venivano meglio impiegati come irregolari, principalmente come cecchini e nelle schermaglie.
La loro esperienza si adattava alla guerra irregolare. Molti avevano famigliarità con la caccia di frontiera. Le guerre indiane, e in particolare la recente Guerra franco-indiana, avevano insegnato sia agli uomini che agli ufficiali il valore della guerra irregolare, mentre molti soldati britannici, giunti freschi dall'Europa, avevano meno famigliarità con questo tipo di guerra. Il terreno selvaggio che si stendeva appena dietro molte delle città coloniali, ben conosciuto dai minuteman locali, favoriva questo stile di combattimento.
I moschetti usati da molti dei minutemen erano anch'essi adatti a questo ruolo. La rigatura dell'interno della canna conferiva un raggio d'azione più grande rispetto ai moschetti a canna liscia, anche se occorreva più tempo per caricarli. A causa della minore rapidità di tiro, questi fucili non venivano usati dalla fanteria regolare, ma erano preferiti per la caccia. Nelle schermaglie i minutemen potevano sparare e tornare dietro la copertura delle altre truppe prima che potessero finire a tiro dei britannici. Il raggio d'azione e l'accuratezza aumentati del fucile, assieme a una vita di caccia per sviluppare la mira, fecero guadagnare ai cecchini dei minutemen una reputazione mortale.
Munizioni e rifornimenti non solo scarseggiavano, ma venivano costantemente sequestrati dalle pattuglie britanniche. Come precauzione, questi oggetti venivano spesso nascosti o abbandonati dai minutemen nei campi o nelle aree boschive. Un altro popolare metodo di occultamento consisteva nel nascondere gli oggetti sotto le assi del pavimento delle case e dei fienili.

## Eredità

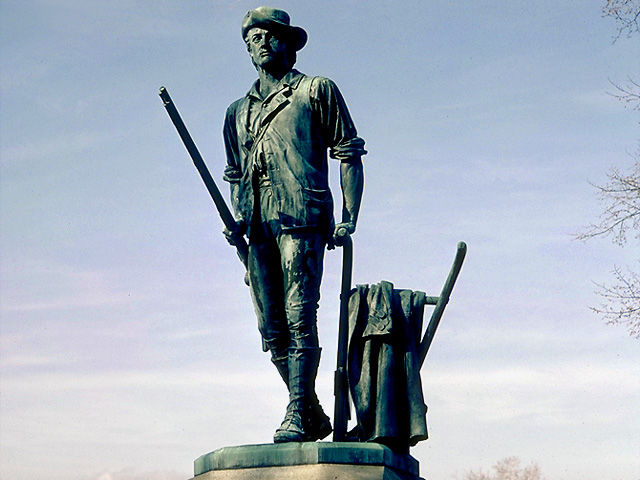
Il Concord Minuteman

In commemorazione del centenario della prima vittoriosa resistenza armata alle forze britanniche, Daniel Chester French, nella sua prima grande commessa, produsse una delle sue statue più famose (assieme al Lincoln Memorial), il Concord Minuteman. Inscritta sul piedistallo è la stanza iniziale del Concord Hymn (1837) di Ralph Waldo Emerson, con le immortali parole, "Il colpo udito in tutto il mondo." Tradizionalmente, le sembianze della statua sono dette essere quelle di Isaac Davis, capitano della Milizia di Acton e primo a venire ucciso a Concord, nel 1775, durante la battaglia di Lexington e Concord.
Il nome Minutemen è presente nel videogioco Fallout 4 come una fazione possibile da scegliere all'interno del gioco, chiaro riferimento (dallo stile, metodi e motivazioni) agli originali minutemen entrambi presenti nel Massachusetts o nel Commonwealth.
Nel fumetto Watchmen, scritto dal britannico Alan Moore, nonché nell'omonima trasposizione cinematografica del 2009, i Minutemen sono il gruppo di supereroi originari che prestò servizio negli anni '40 e che furono gli antesignani dei protagonisti.